# Tjilp de Mus
Tjilp de Mus, ook gekend als Tjilp, is een Belgische tekenfilmserie gemaakt door Phoenix Vision NV in opdracht van de commerciële zender VTM in 1989. Het scenario was van Guido Staes, tekeningen van Ray Goossens en muziek van Leo de Schepper. Er werden in totaal 200 afleveringen gemaakt van elk 5 minuten met een Vlaamse vertelstem. Oorspronkelijk was Tjilp de Mus een onderdeel van het programma De kinderrubriek. De animatiereeks werd ook uitgezonden op het Nederlandse RTL 4 en Pebble TV. Voor de Nederlandse televisie werd de reeks opnieuw ingesproken.

## Uiterlijk Tjilp
Tjilp heeft enkel bruine veren. Hij draagt een groen petje en een geel T-shirtje.

## Verhaal
Elke aflevering vertelt een dag uit het leven van Tjilp, een jonge mus. Samen met zijn ouders en een zusje woont hij in een nest aan een dakgoot van een huis. Op weekdagen moeten de mussenkinderen naar school waar ze les krijgen van juffrouw Troetel die hen alles leert wat een grote mus moet kennen. Tjilp zijn beste vriend is Amedee met wie hij avonturen beleeft.